# (3660) Lázarev
(3660) Lázarev es un asteroide que forma parte del cinturón exterior de asteroides y fue descubierto el 31 de agosto de 1978 por Nikolái Stepánovich Chernyj desde el Observatorio Astrofísico de Crimea, en Naúchni.

## Designación y nombre
Lázarev fue designado inicialmente como 1978 QX2.
Más adelante, en 1988, se nombró en honor del militar y explorador ruso Mijaíl Lázarev (1797-1851).

## Características orbitales
Lázarev orbita a una distancia media del Sol de 3,219 ua, pudiendo alejarse hasta 3,489 ua y acercarse hasta 2,949 ua. Su inclinación orbital es 7,793 grados y la excentricidad 0,08385. Emplea en completar una órbita alrededor del Sol 2109 días.

## Características físicas
La magnitud absoluta de Lázarev es 11,6. Tiene un diámetro de 26,75 km y su albedo de estima en 0,062.